# Мирич, Марко
Марко Мирич (серб. Марко Мирић; род. 26 марта 1987, Крагуевац) — сербский футболист, полузащитник клуба «Младост».

## Клубная карьера
Начинал карьеру в клубе «Металац», после успешно играл за «Спартак Златибор Вода». В 2012 году был приглашен в «Црвену Звезду», но не сумел закрепиться в основе столичного клуба, хотя и выиграл вместе с ним Кубок Сербии. В первой половине 2013 года на правах аренды играл за «Раднички».
В январе 2014 года перешёл в белорусский клуб «Минск». В минском клубе выступал как фланговый полузащитник, но нередко играл как центральный нападающий. Стал одним из лучших игроков команды, забив в чемпионате 3 гола и отдав 3 голевые передачи. В июле того же года покинул «Минск» по соглашению сторон.
В августе 2014 года подписал контракт с хорватским клубом «Славен Белупо». Сумел провести успешный сезон в Хорватии, забив 10 голов в чемпионате. Летом 2015 года перебрался в стан бельгийского «Локерена». В июле 2019 года перешел в боснийский клуб «Борац» из Баня-Луки.
В августе 2020 года он вернулся в «Раднички» и помог клубу выйти в Суперлигу в сезоне 2020/21.

## Международная карьера
Дебют за национальную сборную Сербии состоялся 17 ноября 2010 года в товарищеском матче против сборной Болгарии (1ː0). Всего Мирич провёл 3 матча за сборную.

## Достижения
- Обладатель Кубка Сербииː 2011/12